# Муса Сисоко
Муса Сисоко (на френски: Moussa Sissoko; роден 16 август 1989 г.) е френски полузащитник, който играе за Уотфорд.
Сисоко започва професионалната си кариера през 2007 г. в тима на Тулуза.
През 2013 г. преминава в Нюкасъл Юнайтед, а през 2016 г. става част от състава на Тотнъм Хотспър.
Дебютира за националния отбор на Франция през 2009 г. и с него достига финалите на Европейското първенство през 2016 г.

## Успехи
Тотнъм Хотспър
- Висша лига на Англия вицешампион: 2016–2017
- Шампионска лига на УЕФА финалист: 2018–19

Франция
- Европейско първенство по футбол финалист: 2016